# Parti Wildrose
Le Parti Wildrose (en anglais : Wildrose Party, officiellement Wildrose Alliance Party et légalement Wildrose Alliance Political Association) est un ancien parti politique conservateur provincial de l'Alberta au Canada. Il est formé à partir de l'Alberta Alliance Party en 2008 à la suite de sa fusion avec le Wildrose Party of Alberta (en) qui n'est alors pas enregistré. « Wild rose » signifie « rose sauvage » en anglais et fait référence à la Rosa acicularis ou rose arctique qui est l’emblème floral de l'Alberta.
Le parti se définit comme étant un parti conservateur qui concurrence sur sa droite le Parti progressiste-conservateur de l'Alberta. Le Wildrose forme l'Opposition officielle à partir des élections générales de 2012. À l'issue des élections de 2015, le parti conserve ce statut, devançant le parti conservateur historique avec 21 sièges.
Le 24 juillet 2017, le parti fusionne avec l'Association progressiste-conservatrice de l'Alberta pour former un nouveau parti politique, le Parti conservateur uni.

## Histoire

### Genèse et élections de 2008

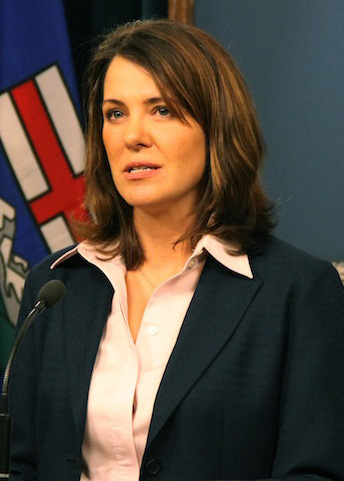
Danielle Smith, chef du parti entre 2009 et 2014.

Le 31 janvier 2008, naît l'Alliance Wildrose (en anglais : Wildrose Alliance), issue de la fusion de deux petits partis albertains : le Wildrose Party of Alberta, un parti non enregistré, et l'Alberta Alliance Party. Elle tire son nom de l'emblème floral de la province de l'Alberta, la rose aciculaire. Le chef de l'Alberta Alliance Party – et unique député –, Paul Hinman, est désigné chef de la nouvelle alliance. L'Alliance Wildrose perd son unique député lors des élections générales de mars 2008, où elle obtient 6,8 % du vote populaire, soit 1,9 % de moins qu'avait obtenu l'Alberta Alliance Party en 2004. L'Alliance avait alors présenté 61 candidats sur une possibilité de 83 et se positionnait comme une alternative conservatrice au Parti progressiste-conservateur au pouvoir. L'Alliance présente alors un programme prévoyant des élections à date fixe, une augmentation des exonérations fiscales personnelles, l'élimination des primes d'assurance maladie, la création d'un régime de retraite albertain et une refonte des modifications controversées apportées par le gouvernement progressiste-conservateur au régime de redevances pétrolières et gazières.

### Élection du premier député et d'une nouvelle chef
En septembre 2009, à l'occasion d'une élection partielle dans la circonscription calgarienne de Calgary-Glenmore, l'Alliance Wildrose fait élire son premier député, soit Paul Hinman, chef de l'Alliance. Ce dernier avait cependant déclaré le mois d'avril précédent qu'il désirait être remplacé à titre de chef du parti. Le 17 octobre 2009, à l'issue d'une course à la chefferie, l'ancienne présidente de la section albertaine de la Fédération canadienne des entreprises indépendantes, Danielle Smith, est élue chef du parti. En novembre 2009, un sondage confirme la montée spectaculaire de l'Alliance, alors que le parti recueille la deuxième position et près de 28 % des voix à l'échelle de la province. Un sondage en décembre de la même année donne même au parti la première place et 39 % des voix. 
En janvier 2010, Danielle Smith annonce que deux députés progressistes-conservateurs, Rob Anderson et l'ancienne ministre Heather Forsyth, font défection et joignent l'Alliance Wildrose. En juin 2010, suit Guy Boutilier qui permet à l'alliance de compter quatre députés et de franchir le seuil de reconnaissance officielle à l'Assemblée législative. 

### Opposition officielle et défections
Les élections de 2012 sont une déception pour le Wildrose. Galvanisé par des sondages qui lui prédisaient une victoire électorale, le parti de Danielle Smith s'effondre au dernier moment mais sauve la face en formant l'Opposition officielle avec 17 députés. Il ne parvient toutefois pas à ébranler la dynastie progressiste-conservatrice au pouvoir depuis 1971. Les conservateurs sont réélus pour un 12e mandat consécutif avec une majorité de 61 députés.
En décembre 2014, huit députés font défection vers les progressistes-conservateurs du nouveau chef Jim Prentice, dont la cheffe Danielle Smith. Le caucus tombe à cinq députés, le même nombre que les libéraux. Les sondages annoncent alors que le parti est autour de 20 %. Il s'agit d'un creux historique dans les sondages qui sont largement dominés par les progressistes-conservateurs. 
Entretemps, le 3 février 2015, le parti modifie son nom auprès d'Élections Alberta, devenant ainsi le Parti Wildrose. 
Suite au départ de Smith, une course à la chefferie est donc organisée. Le 28 mars 2015, Brian Jean, ancien député fédéral conservateur, est choisi comme chef alors que le premier ministre Jim Prentice déclenche des élections générales anticipées pour le 5 mai. Alors que le scrutin se rapproche, le Wildrose et le NPD grimpent fortement dans les sondages.

### Division conservatrice et fusion
Les élections générales de 2015 renversent finalement les prédictions. Les progressistes-conservateurs perdent le pouvoir pour la première fois depuis plus de 40 ans et terminent troisièmes, devancés par le Nouveau Parti démocratique, qui forme un gouvernement majoritaire, et le Parti Wildrose qui remporte 21 sièges, soit une augmentation de 16 sièges, et demeure l'Opposition officielle, avec cependant un caucus très largement renforcé et devançant son concurrent conservateur pour la première fois de son histoire. Le 3 septembre 2015, le Wildrose remporte la forteresse conservatrice de Calgary-Foothills laissée vacante par Jim Prentice, obtenant un 22e siège et le premier de son histoire à Calgary.

## Idéologie et positions politiques
L'Alliance Wildrose a entre autres pris position sur les enjeux suivants, :
Relations entre l'Alberta, le gouvernement fédéral et les autres provinces
- Gestion de la perception des taxes et impôts provinciaux;
- Création d'une police provinciale;
- Pouvoirs accrus dans le domaine de l'immigration;
- Considère le système actuel de péréquation injuste pour l'Alberta.

Environnement et ressources naturelles
- Le parti rejette la thèse selon laquelle les activités humaines sont la cause du réchauffement climatique.

Questions sociales
- Abolition des régies régionales de santé en Alberta;
- Financement des hôpitaux et des cliniques selon la performance des établissements;
- La chef du parti affirme ne pas vouloir rouvrir la question du mariage entre conjoints de même sexe et de l'avortement.

Questions économiques
- Réduction de la taille de l'État et plus de libéralisme économique.
- Rejet des programmes de stimulation économique créés par le gouvernement lors de la récession de 2008.

De façon générale, l'Alliance Wildrose est présentée comme un parti situé à droite du spectre politique, rattachée au libertarianisme ou au conservatisme.

## Résultats électoraux
|         |         |
| 83 / 83 | (100 %) |
|         |         |

|        |         |
| 1 / 83 | (1,2 %) |
|        |         |

|        |  |
| 8,70 % |  |
|        |  |

|         |          |
| 61 / 83 | (73,5 %) |
|         |          |

|        |       |
| 0 / 87 | (0 %) |
|        |       |

|        |  |
| 6,78 % |  |
|        |  |

|         |         |
| 87 / 87 | (100 %) |
|         |         |

|         |          |
| 17 / 87 | (19,5 %) |
|         |          |

|         |  |
| 34,29 % |  |
|         |  |

|         |          |
| 86 / 87 | (98,9 %) |
|         |          |

|         |          |
| 21 / 87 | (24,1 %) |
|         |          |

|         |  |
| 24,23 % |  |
|         |  |